# Janusz Kocik
Janusz Andrzej Kocik (ur. 26 stycznia 1968) – polski lekarz internista, onkolog, epidemiolog, nauczyciel akademicki, doktor habilitowany nauk medycznych, profesor Centrum Medycznego Kształcenia Podyplomowego, profesor Narodowego Centrum Badań Jądrowych.

## Życiorys
W 1993 ukończył studia w Wojskowej Akademii Medycznej im. gen. dyw. Bolesława Szareckiego w Łodzi. Specjalista w zakresie chorób wewnętrznych (I stopień w 1996 i II stopień w 2000), onkologii klinicznej (2005) oraz epidemiologii (2013). W 2011 ukończył studia podyplomowe z dziedziny zdrowia publicznego w zakresie wyłaniających się chorób zakaźnych w University of Florida.
Od 1993 jako oficer odbywał służbę w Wojsku Polskim, w 2016 przeniesiony do rezerwy w stopniu pułkownika.
Stopień doktora nauk medycznych uzyskał w 1999 w Wojskowym Instytucie Medycyny Lotniczej w Warszawie na podstawie rozprawy pt. Wpływ hamowania acetylocholinoesterazy na ośrodkową czynność oddechową w przebiegu zatrucia związkami fosforoorganicznymi. W 2016 w Uniwersytecie Medycznym w Łodzi na podstawie cyklu prac w obszarze pt. Wczesna detekcja, nadzór i przeciwdziałanie nawracającym i nowo wyłaniającym się, szczególnie niebezpiecznym chorobom zakaźnym uzyskał stopień naukowy doktora habilitowanego. Od 2019 profesor Centrum Medycznego Kształcenia Podyplomowego.
Od 1993 do 2016 pracował w Wojskowym Instytucie Higieny i Epidemiologii im. gen. Karola Kaczkowskiego, w tym w latach 2007-2016 jako dyrektor tej instytucji. W latach 2007–2009 zatrudniony w Warszawskim Uniwersytecie Medycznym. Od 2016 związany ze Szkołą Zdrowia Publicznego Centrum Medycznego Kształcenia Podyplomowego, w której jest kierownikiem Zakładu Epidemiologii Chorób Zakaźnych i Nowotworowych.
W 2024 powołany na funkcję konsultanta wojewódzkiego w dziedzinie onkologii klinicznej dla województwa warmińsko-mazurskiego.
Z dniem 6 maja 2024 został powołany na p.o. Dyrektora Szpitala Klinicznego Ministerstwa Spraw Wewnętrznych i Administracji z Warmińsko-Mazurskim Centrum Onkologii w Olsztynie.
Wieloletni członek grup roboczych NATO ds. Ochrony Zdrowia Wojsk, ds. Wojskowej Medycyny Profilaktycznej i bio-medycznego komitetu doradczego NATO (BioMedAC). Współpracownik Global Emerging Infections Surveillance and Response System Departamentu Obrony Stanów Zjednoczonych. Kierownik projektów badawczych i rozwojowych dla m.in.: DARPA, NATO, KE i NCBiR. W doświadczeniu dydaktycznym organizator i wykładowca wielu kursów i szkoleń dla słuchaczy krajowych, europejskich oraz krajów Bliskiego Wschodu i Azji Środkowej, w zakresie chorób zakaźnych wyłaniających się i celowo powodowanych, szczepień, zagrożeń zdrowotnych związanych z masową migracją, zarządzania kryzysowego w zdarzeniach masowych – epidemiach, katastrofach i atakach chemicznych i bioterrorystycznych, epidemiologii i onkologii, w tym szczególnie onkologii geriatrycznej. Wieloletni współpracownik Głównego Inspektora Sanitarnego w obszarze ochrony przed bioterroryzmem i innymi wyłaniającymi się zagrożeniami dla zdrowia publicznego, podczas organizacji zabezpieczenia medycznego wydarzeń takich jak np. Mistrzostwa Europy w Piłce Nożnej 2012, Szczyt NATO w Warszawie 2016, Podróż apostolska papieża Franciszka do Polski w 2016.
Autor lub współautor ponad 50 publikacji oraz monografii i podręczników z zakresu epidemiologii, w tym zwłaszcza epidemiologii chorób zakaźnych oraz bioterroryzmu. 